# برگهاوزن
برگهاوزن (به آلمانی: Berghausen) یک منطقهٔ مسکونی در آلمان است که در اشمالنبرگ واقع شده‌است. برگهاوزن ۲۱۷ نفر جمعیت دارد.